# Монастырь Святого Галла

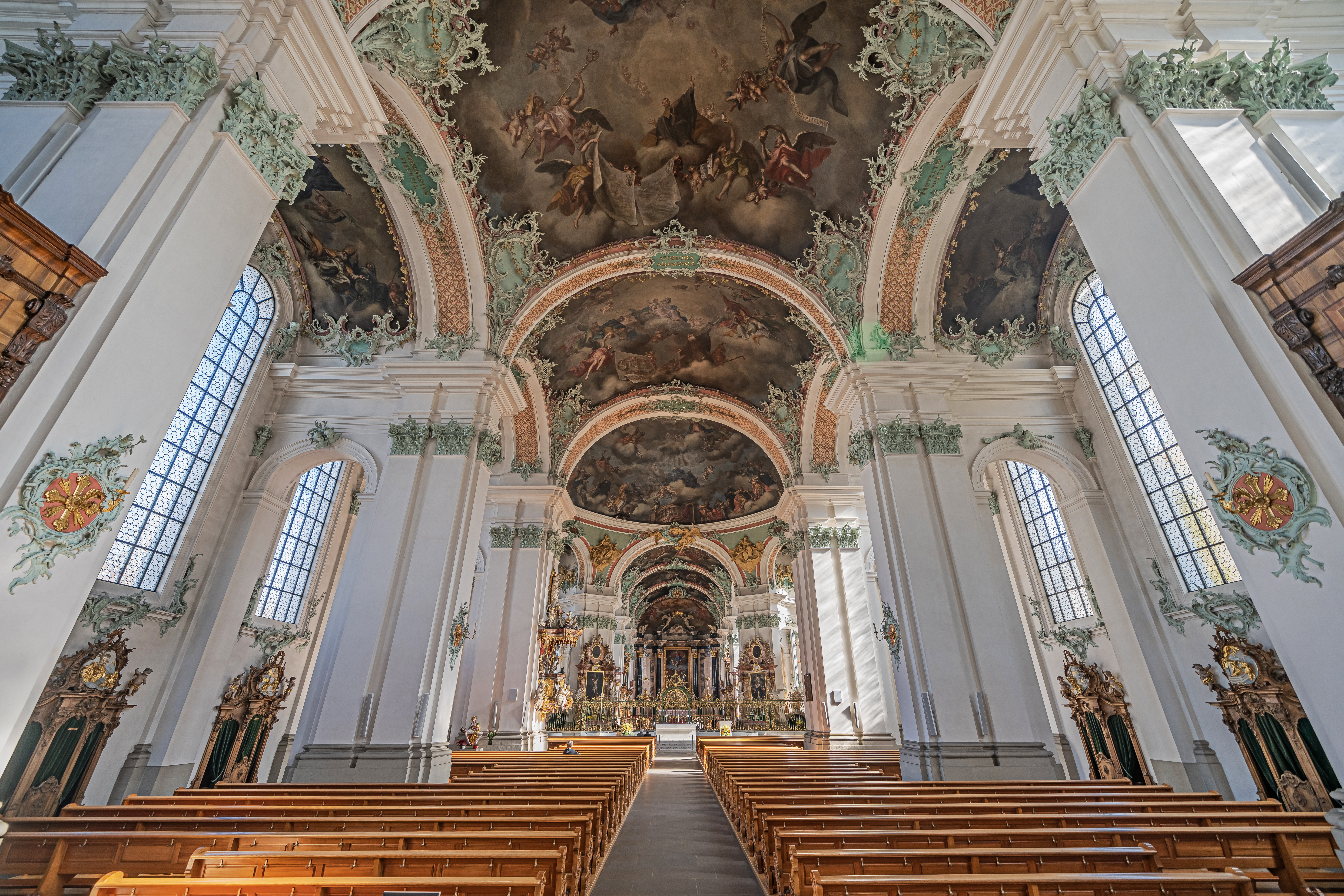
Интерьер монастырской церкви

Монастырь Святого Галла, Санкт-Га́лленское аббатство — бенедиктинский монастырь. Расположен в швейцарском городе Санкт-Галлене. Санкт-Галленское аббатство — крупнейший научный и культурный центр средневековой Европы. В 1983 году монастырский комплекс внесён в список объектов Всемирного наследия Юнеско как «совершенный образец большого монастыря эпохи Каролингов».
По преданию, монастырь был основан в 613 году ирландским монахом Св. Галлом, учеником св. Колумбана. Карл Мартелл назначил настоятелем Отмара, который основал в монастыре влиятельную художественную школу. Рукописи, выполненные и проиллюстрированные санкт-галленскими монахами (многие из которых были родом из Британии и Ирландии), высоко ценились по всей Европе.

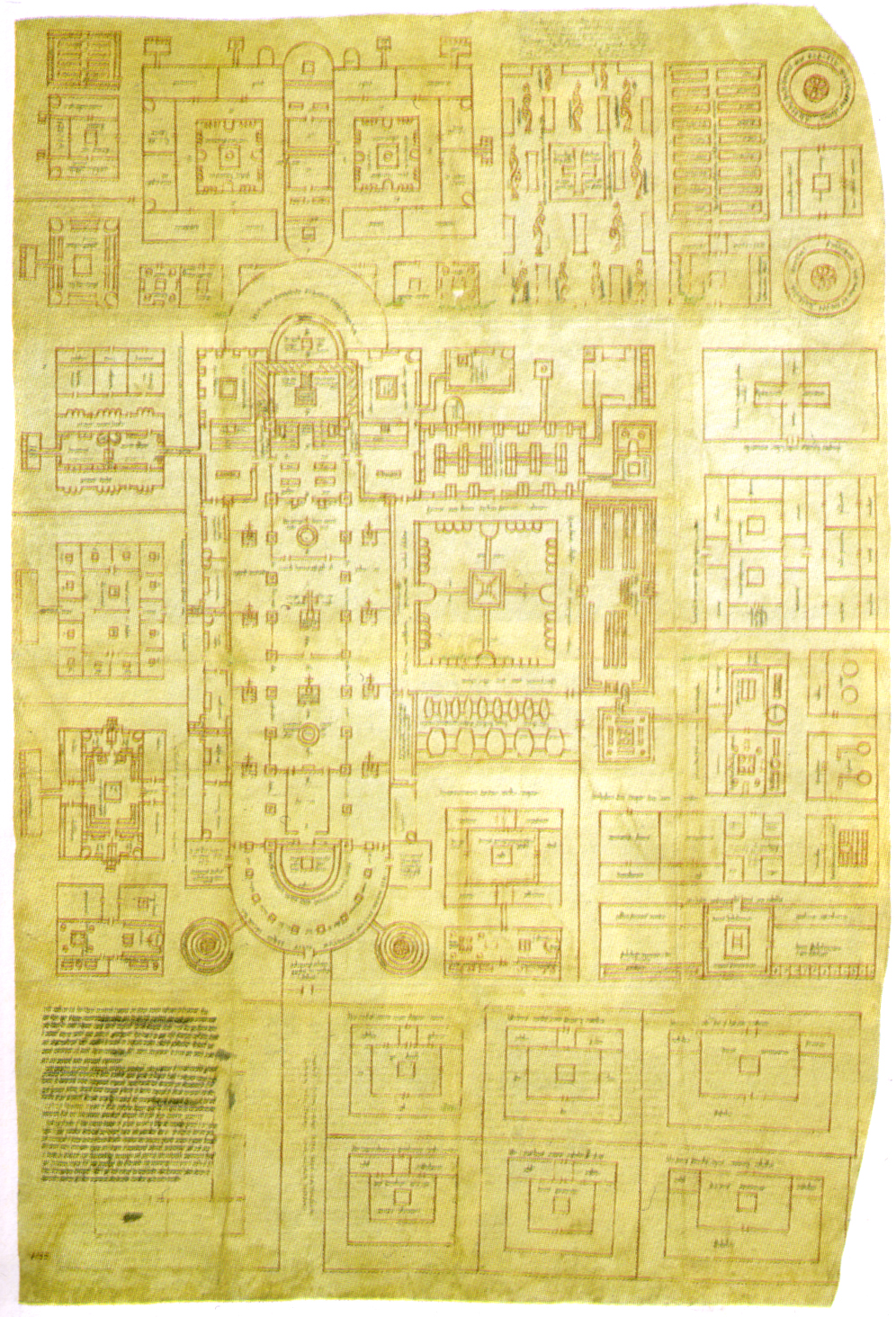
План монастыря Св. Галла (нач. IX века)

При аббате Вальдо из Райхенау (740—814 годы) была заложена монастырская библиотека, которая со временем стала одной из самых представительных в Европе. Во время нашествия венгров в 924—933 годах книги были вывезены в Райхенау. Согласно церковному преданию, по просьбе Карла Великого папа Адриан I направил в Санкт-Галлен лучших римских певчих , которые обучили местных монахов технике григорианского пения. По другой версии, в аббатстве была основана и получила мощное развитие собственная певческая школа, а римский посланец занимался уточнением/исправлением санкт-галленских певческих книг (этим объясняются дополнительные призна́ки в нотных рукописях Санкт-Галлена). В IX—X вв. в монастыре работали поэты и музыканты Но́ткер Заика, (полумифический) Туотило, несколько позже — выдающийся мастер словесности, один из родоначальников немецкого литературного языка Ноткер Губастый.
В 1006 году братия зарегистрировала вспышку сверхновой SN 1006.
В X веке монастырь Св. Галла вступил в политическое соперничество с обителью в Райхенау. К XIII веку аббаты Санкт-Галлена не только одержали победу в этом противостоянии, но и добились признания в качестве самостоятельных суверенов в составе Священной Римской империи.
В последующие годы культурное и политическое значение монастыря неуклонно снижалось, пока в 1712 году в Санкт-Галлен не вошло швейцарское ополчение, которое увезло с собой значительную часть монастырских сокровищ.
В 1755—1768 годах средневековые сооружения аббатства были снесены и на их месте выросли грандиозные храмы в стиле барокко.
Несмотря на потери, монастырская библиотека средневековых рукописей ныне насчитывает 160 тыс. единиц хранения и по-прежнему слывёт одной из самых полных в Европе. Одним из самых любопытных экспонатов является План святого Галла, составленный в начале IX века и представляющий идеализированную картину средневекового монастыря (это единственный архитектурный план, сохранившийся от раннего Средневековья).